# Hermann Oskar König
Hermann Oskar König (* 28. Dezember 1907 in Thun; † 2. Mai 2001 in Albinen) war ein Schweizer Fotograf, Geschäftsinhaber und Pädagoge.

## Leben und Werk
Hermann Oskar König stammte aus einer Thuner Fotografenfamilie. Als die Familie nach Solothurn zog, eröffnete sein Vater Hans König senior (Johann Gottfried König, 1878–1967) eine fotografische Werkstatt am Kronenplatz. Wie sein Bruder Hans König junior (1906–1986) erlernte Hermann Oskar König das Handwerk von 1925 bis 1927 im väterlichen Betrieb und bildete sich anschliessend bei dem aus Köln stammenden Fotografen Franz Henn (1879–1963) in Bern weiter. Weitere Stationen absolvierte er bei Gaston de Jong (1888–1973) in Lausanne, Henry Jullien (1882–1938) in Genf und bei Carl Hans Koch (1885–1934), Sohn von Carl August Koch, in Schaffhausen. 1938 schloss König seine Ausbildung ab und übernahm in der Folge den väterlichen Betrieb.
1939 arbeitete er im fotografischen Dienst der Schweizerischen Landesausstellung in Zürich und leistete seinen Aktivdienst als Offizier. Neben dem Geschäftsbetrieb unterrichtete König ab 1941 an der Berufsschule in Bern als erster Lehrer für Fotografie an einem, dann an zwei Tagen in der Woche. Zudem übernahm er die Redaktion der Photorundschau, für die er bis 1984 tätig war. König fotografierte Persönlichkeiten wie General Guisan, Heinrich Wölfflin, Cuno Amiet und Franziskus von Streng.
König unterrichtete von 1947 bis 1967 in Vevey an der von Gertrude Fehr gegründeten «École des Arts et Métiers». Eine seiner Schülerinnen war die Fotografin Verena Kloetzer, die spätere Frau von Felix Hoffmann. Durch sie lernte er ihre ebenfalls verwitwete Mutter Gertrud Kloetzer kennen, die er später heiratete.
In Vevey eröffnete er 1963 ein Studio für Werbefotografie und das erste Farblabor der Stadt. Um sich ganz der Farbfotografie zu widmen, beendete er seine Lehrtätigkeit. König übergab 1978 das Geschäft seinem Schwiegersohn. Nach seinem Tod schenkten seine Töchter die «Ateliersammlung» dem Schweizer Kameramuseum.

## Publikationen
- Hermann König: Vom physischen und geistigen Sehen bei der Architekturfotografie. In: Das Werk. 29. Jg., 1942, Nr. 8, S. 208 (archiviert in E-Periodica der ETH Zürich).